# Jala
Jala è un comune del Messico, situato nello stato di Nayarit, il cui capoluogo è la località omonima.
La municipalità conta 18.580 abitanti (2015) e ha un'estensione di 364,60 km².
Il nome significa in lingua nahuatl "luogo dove abbonda la sabbia".